# Mercurial
Mercurial — вільна розподілена система керування версіями файлів та спільної роботи, розроблена для ефективної роботи з дуже великими репозиторіями початкового коду. Mercurial спочатку був написаний для Linux, та пізніше портований під Windows, Mac OS X і більшість Unix-систем.  У першу чергу він є консольною програмою.  Всі його операції запускаються параметрами програми hg, назва якої походить від позначення хімічного знака ртуті (англ. mercury).

## Особливості
Є єдиною програмою (hg), написаною на мові Python, а найбільш критичні ділянки коду написані на С.
Із переваг Mercurial можна відмітити:
Швидкодія
- Висока продуктивність роботи зі сховищем, незалежна від числа елементів у ньому (O(1) revlog);
- Компактне зберігання даних в проіндексованому і стислому вигляді;
- Оптимізований для ефективної роботи з даними на твердому диску;
- Всі зміни та файли в сховищі додатково проіндексовані;
- Для копіювання даних по мережі використовується HTTP і SSH, дані передаються в стислому вигляді.

Масштабування
- Розподілена модель розробки дозволяє брати участь у проекті необмеженому числу розробників;
- Допускається довільне злиття окремих децентралізованих сховищ, які підтримуються окремими розробниками;
- Обсяг сховища, число файлів і зафіксованих змін не відбивається негативно на продуктивності;
- При роботі немає потреби очікувати звільнення блокування.

Надійність.
- Для контролю цілісності даних в сховищі використовується алгоритм SHA1;
- Сховище реалізовано в журнальному вигляді — дані не заміщаються, а додаються. Ведеться журнал транзакцій;
- Швидкий алгоритм перевірки цілісності сховища;
- Вбудовані засоби резервного копіювання та перевірки цілісності;

Зручність використання.
- Звичний CVS-подібний набір команд;
- Наявність вбудованої системи підказки;
- Інтегрований вебсервер, який дозволяє мати доступ до сховища через вебінтерфейс;
- Великий вибір клієнтів з графічним інтерфейсом користувача GUI.

Легкість впровадження
- Підтримка платформ UNIX, MacOS X і Windows;
- Засоби , що спрощують міграцію з інших систем керування початковими текстами;
- Підтримка декількох моделей організації сховища: централізована cvs-подібна, децентралізована ієрархічна і розподілена напівієрархічна;
- Підтримка зовнішніх обробників і доповнень.

## Документація
Вичерпна інструкція з використання, Mercurial: The Definitive Guide, була написана Браяном Салліваном. Вона доступна як в вигляді паперової книжки, так і онлайн, під ліцензією Open Publication License.
Також гарну інструкцію написав Джоел Спольський.

## Хостинги
Сайти, що надають сервіс з безплатного (з певними обмеженнями) хостингу сховищ Mercurial:
- Bitbucket
- Project Kenai від Oracle Corporation
- SourceForge
- Assembla
- GNU Savannah
- Alioth від Debian
- BerliOS
- CodePlex[5]
- На сайті Mercurial надано вичерпний перелік сервісів хостингу

## Проекти, що використовують Mercurial[6]
- Mozilla
- OpenJDK
- OpenSolaris
- OpenOffice.org
- Symbian OS
- Adblock Plus
- Adium
- Audacious
- GNU Octave
- GNU Multi-Precision Library
- Growl
- Wget
- MoinMoin
- Netbeans
- Nuxeo
- Ogre3D
- SAGE (система комп'ютерної алгебри)
- Vim

Розробники мови програмування Python також бажали перейти з Subversion на Mercurial, але їх стримує hgsubversion.

## Дивись також
- Клієнт з графічним інтерфейсом користувача для роботи з Mercurial TortoiseHg